# Astelia waialealae
Astelia waialealae là một loài thực vật thuộc họ Asteliaceae. Đây là loài đặc hữu của hòn đảo Kauai of the state of Hawaii ở Hoa Kỳ. Môi trường sống tự nhiên của chúng là đầm lầy. Chúng hiện đang bị đe dọa vì mất môi trường sống và habit disturbance by feral pigs.